# Johanniskirche (Lößnitz)
| Johanniskirche in Lößnitz | Johanniskirche in Lößnitz                 |
| ------------------------- | ----------------------------------------- |
| Foto                      |                                           |
| Adresse                   | 08294 Lößnitz (Erzgebirge) Rathausplatz 3 |
| Konfession                | evangelisch-lutherisch                    |
| Gemeinde                  | Kirchgemeinde Lößnitz/Affalter            |
| Aktuelle Nutzung          | Gemeindekirche; Kulturort                 |
| Gebäude                   |                                           |
| Baubeginn                 | um 1817                                   |
| Erneuerungen und Umbauten | ab 1991 restauriert                       |
| Stil                      | Klassizismus                              |

Die evangelisch-lutherische Johanniskirche in Lößnitz im sächsischen Erzgebirge wurde 1826 geweiht und ist eine Emporenhalle. Die Johanniskirche ist die größte klassizistische Kirche des Erzgebirges und verfügt über das zweitälteste Bronzeglockenspiel (Carillon) Deutschlands. Das markante Gebäude gilt als Wahrzeichen der Stadt und steht unter Denkmalschutz.
Die Lößnitzer Johanniskirche ersetzte einen erstmals im 14. Jahrhundert urkundlich nachgewiesenen Vorgängerbau im Zentrum des Ortes.

## Vorgängergebäude
Die um das Jahr 1380 erwähnte Kirche trägt das Patrozinium Johannes des Täufers, das auch nach der Reformation beibehalten wurde. Sie wurde mehrfach durch Brände zerstört, bis ins 18. Jahrhundert aber immer wieder aufgebaut. Der letzte Stadtbrand am 10. Dezember 1806 hinterließ jedoch nur noch eine baufällige Ruine, die abgetragen wurde.

## Neubau 1817 bis 1826 und weitere Kirchengeschichte
Die neue Kirche steht auf dem historischen Anger, den die Straßenzüge Kirchgasse–Johannisplatz (Nord), Johannisstraße–Rathausplatz (Süd) sowie der Obergraben (Nordost) und eine Verbindungsstraße (West) umreißen.
Zwischen Johannisplatz und Johannisstraße erstreckt sich der frühere Friedhof.
Das Kirchengebäude wurde innerhalb von zehn Jahren, zwischen 1817 und 1826, im Stil des Klassizismus errichtet. Die Baupläne fertigte der Architekt Raffael Riegel, der auch beim Bau des Wiener Hoftheaters beteiligt gewesen sein soll. Die Einweihung erfolgte am 26. Oktober 1826. Einen 1829 ausgebrochenen Brand bestand das neue Gotteshaus offenbar ohne Schäden. Auch spätere Brände konnten ihm nichts anhaben.

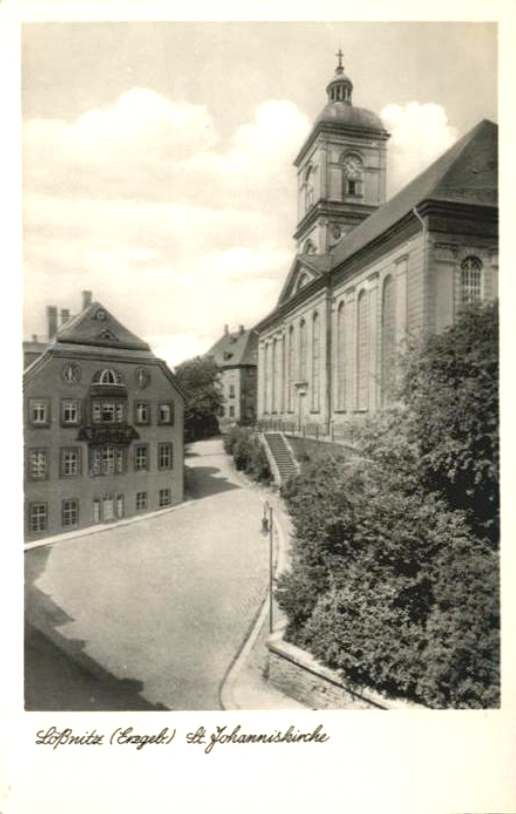
St.-Johannis-Kirche im Jahr 1906 auf einer historischen Ansichtskarte.

Im letzten Jahr des Ersten Weltkriegs, am 27. Juni 1917, wurden die drei bronzenen Kirchenglocken ausgebaut und für Kriegszwecke abgeliefert. 1920 konnte ein neues Geläut in Betrieb genommen werden.
Anlässlich der 700-Jahr-Feier der Stadt Lößnitz im Jahr 1938 stiftete die in Lößnitz geborene Chemnitzer Geschäftsfrau Clara Pfauter der Stadt ein Glockenspiel, das in der Glockengießerei Franz Schilling Söhne in Apolda entstand. Es sollte im Turm des Rathauses seinen Platz finden, dessen Statik dafür aber nicht ausreichte. So kamen Stadtverwaltung und Kirchenvorstand überein, das Spielwerk im Turmaufsatz und den Spieltisch im Hauptraum der Johannis-Kirche zu installieren. Zu Pfingsten 1939 wurde es von dem Kirchenmusiker Wilhelm Bender eingerichtet und eingeweiht. Eine im Zweiten Weltkrieg geplante Einschmelzung des Glockenspiels scheiterte am Widerstand der Lößnitzer. Im Jahr 1994 fand das Glockenspielfest Lößnitz aus Anlass des 55. Geburtstages der Inbetriebnahme des Glockenspiels auf dem Rathausplatz und in der Johannis-Kirche statt.

## Architektur

### Außenbau
Das Kirchengebäude ist als verputzter Bruchsteinbau mit geradem Ostschluss ausgeführt. Das Äußere ist durch übergiebelte Mittelrisalite, Pilaster und mit Holzsprossen versehenen schmalen und hohen Rundbogenfenstern symmetrisch gegliedert. Das Fundament aus Feldsteinen ist in die felsige Hangschräge eingelassen. Die Längsachse wurde entsprechend den örtlichen Gegebenheiten gegenüber der üblichen West-Ost-Ausrichtung leicht nordwärts gedreht. Die Außenmaße des Gebäudes betragen rund 47 Meter in der Länge und zirka 25 Meter in der Breite bei einem rechteckigen Grundriss. Ein Zugang zur Kirche befindet sich mittig an der südlichen Längsseite des Kirchenschiffs. Der Haupteingang liegt auf der Westseite des Kirchturms.
Der Kirchenbau ist insgesamt mit einem Walmdach gedeckt, unterbrochen aus der Westwand vorstehenden Turm und aufgelockert durch antikisierende Attiken über den Mittelrisaliten der drei übrigen Wände.

#### Kirchturm
Der 52,50 m hohe Westturm beherbergt in der oberen Hälfte eine Glockenstube. Über einer quadratischen Kupferhaube befindet sich die Laterne, in der das oben genannte Glockenspiel untergebracht ist. Eine Treppe im Turm führt mit 203 Stufen bis in die Höhe der Glockenspielstube, bis zur Laterne sind es 222 Stufen. Bekrönt wird der Turm von einem kupfernen Kreuz.
Im oberen Bereich ist auch die elektrisch betriebene Kirchturmuhr untergebracht, die sowohl das Glockenspiel als auch die Läuteglocken steuert.

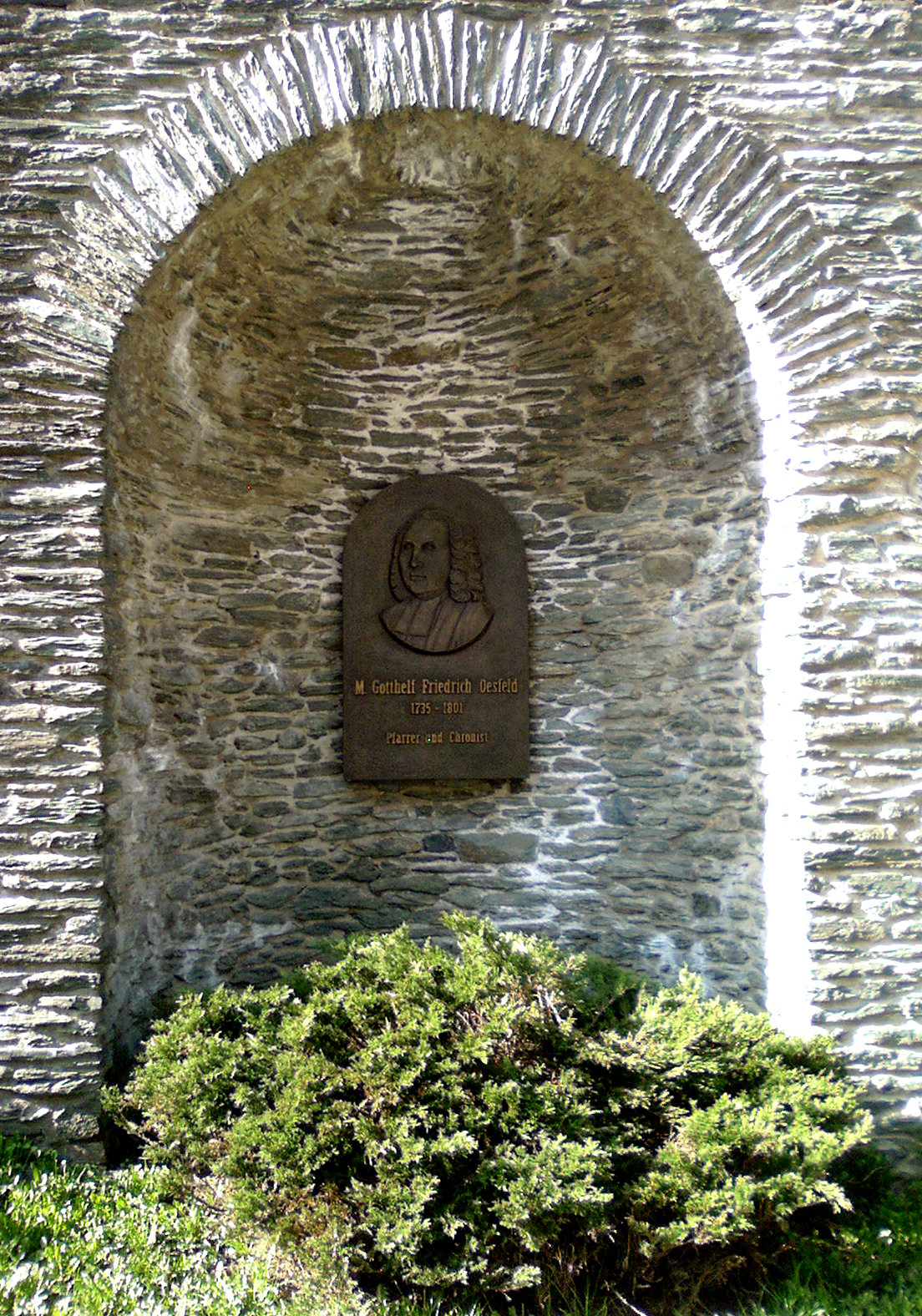
Gedenktafel für Gotthelf Friedrich Oesfeld

#### Außengelände
In einer Nische am Fuße der Süd-Ost-Mauer der Johanniskirche befindet sich eine Erinnerungstafel an den Pfarrer und Chronisten Gotthelf Friedrich Oesfeld.

### Kirchenraum

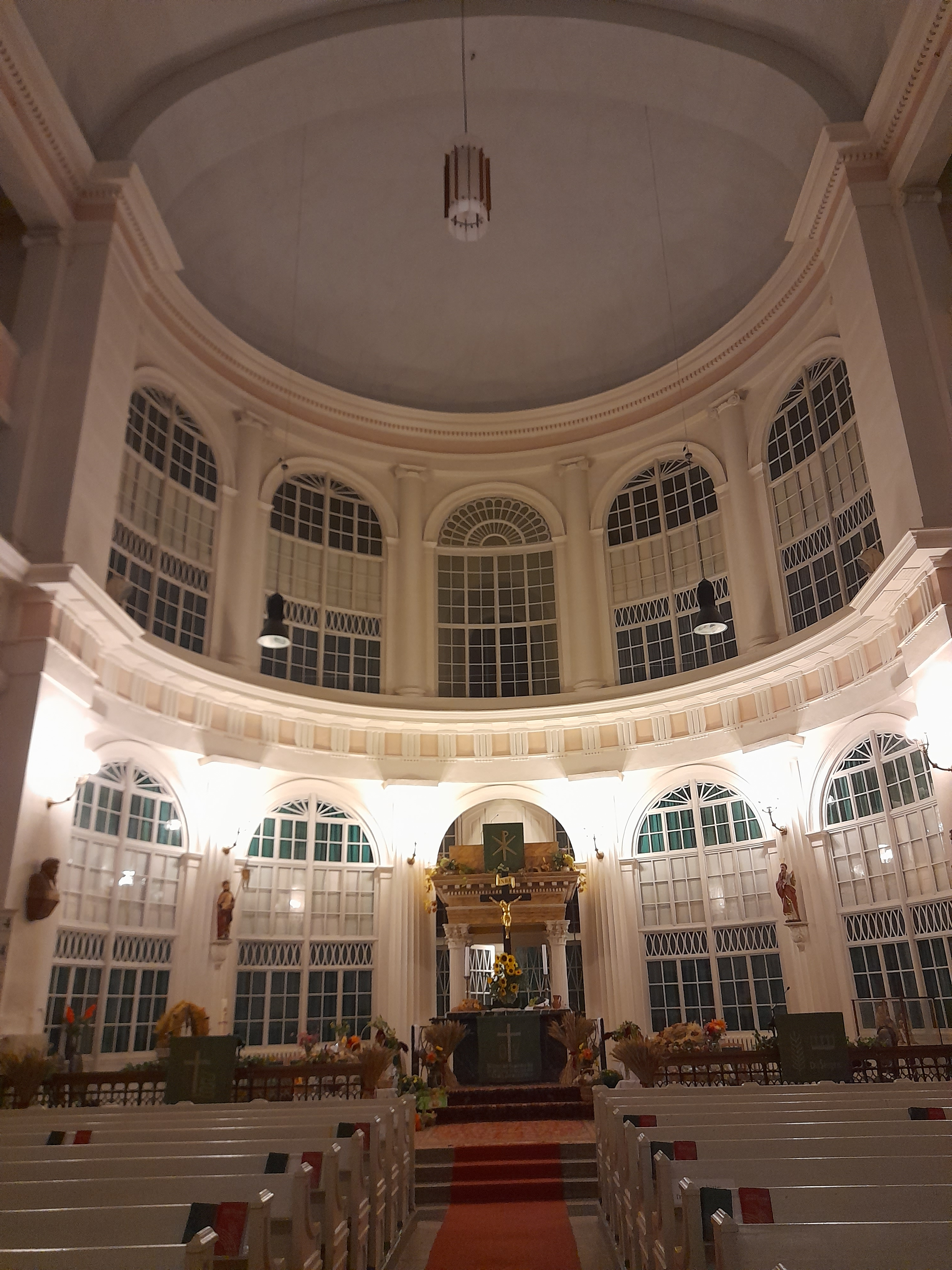
Apsis mit Logen und Baldachinaltar

Der Kirchenraum ist eine dreischiffige Emporenhalle mit Apsis. Das Mittelschiff ist mit einem gedrückten Tonnengewölbe gedeckt und schließt nach Osten in einer halbrunden Apsiskalotte. Der apsidiale Innengrundriss steht gestalterisch im Kontrast zum rechteckigen Ostabschluss des Außenbaus, wobei der entstehende Zwischenraum für Logen genutzt wird, die sich in fünf große Rundbogenfenster zur Apsis öffnen.
Die flach gedeckten Seitenschiffe sind durch drei Emporen übereinander in vier Geschosse unterteilt. Die Brüstung der mittleren Empore steht weiter vor. Die tragenden Säulen haben unter dieser mittleren Empore und am Unterzug bzw. Architrav unter der Decke ionische Kapitelle. Oberhalb der mittleren Emporenbrüstung beginnen sie mit „neuen“ Säulenbasen. An den Enden der Emporen befinden sich – mit gleichartiger Höhengliederung – kannelierte Pfeiler mit dorischen Kapitellen.

#### Altar
Der Altar ist ein Baldachinaltar und steht im Zentrum der Apsis. Ein vergoldetes Kruzifix schmückt den vorderen Rand des Baldachins. Ein schmiedeeisernes Gitter umschließt den Bereich.

#### Orgel

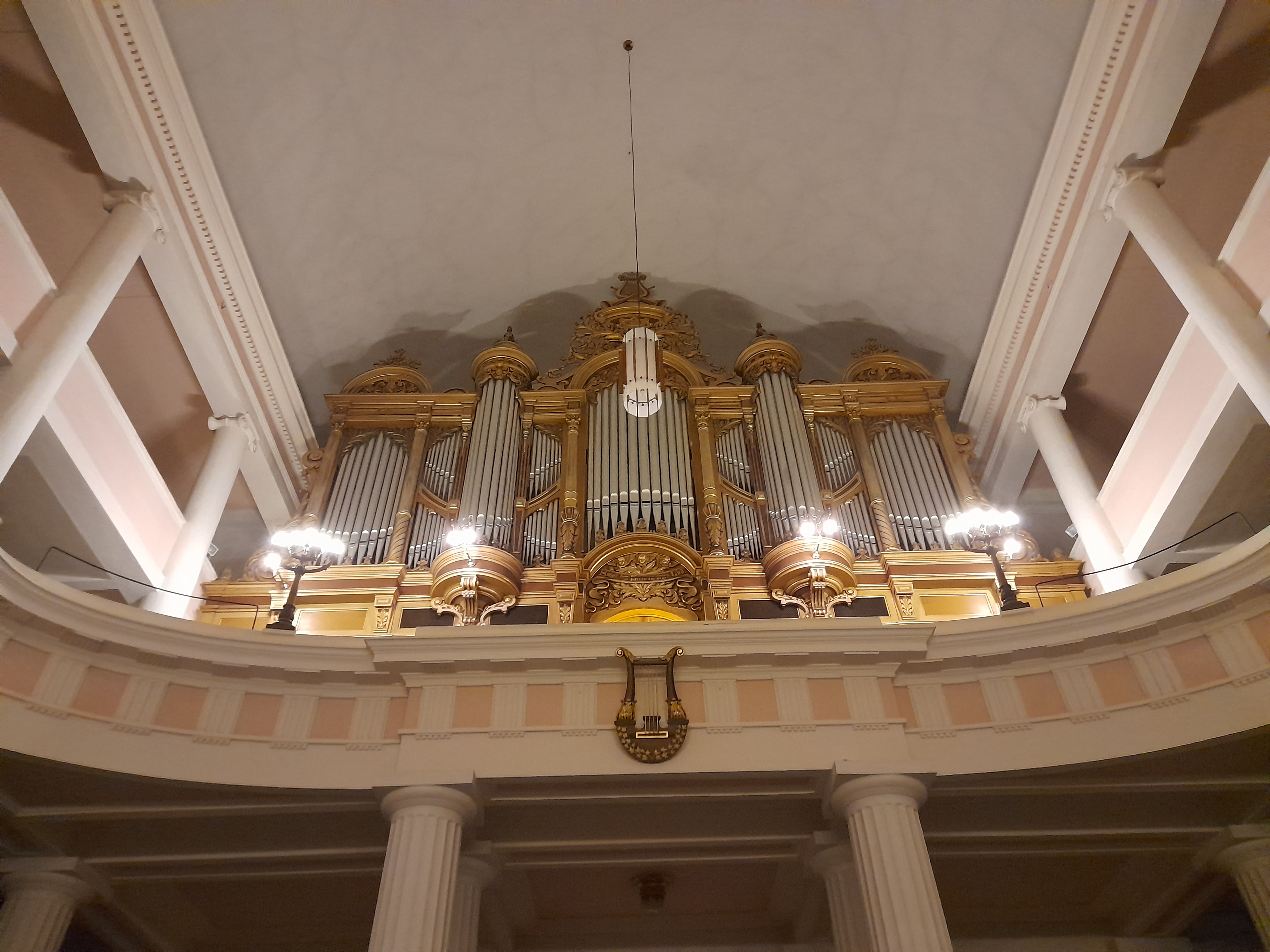
Seitenemporen, Orgelempore, Orgel

Die Orgelempore am westlichen Ende des Mittelschiffs hat die Höhenlage der unteren Seitenemporen und ragt mit konkaver Kante weit in den Raum. Die Orgel entstand in der Werkstatt der Gebrüder Emil und Bruno Jehmlich und wurde im Jahr 1899 im Gotteshaus installiert. Mit ihren mehr als 3400 Pfeifen und 53 Registern auf drei Manualen und Pedal zählt sie zu den größten Kirchenmusikinstrumenten in Sachsen. Der aufwendig mit Säulen und Ranken geschmückte Orgelprospekt nimmt die gesamte Westseite der Empore ein und wurde von Woldemar Kandler entworfen. An der Balustrade der Empore befindet sich als dezenter Schmuck eine stilisierte bronzene Harfe.

#### Kanzel, Bestuhlung und Weiteres

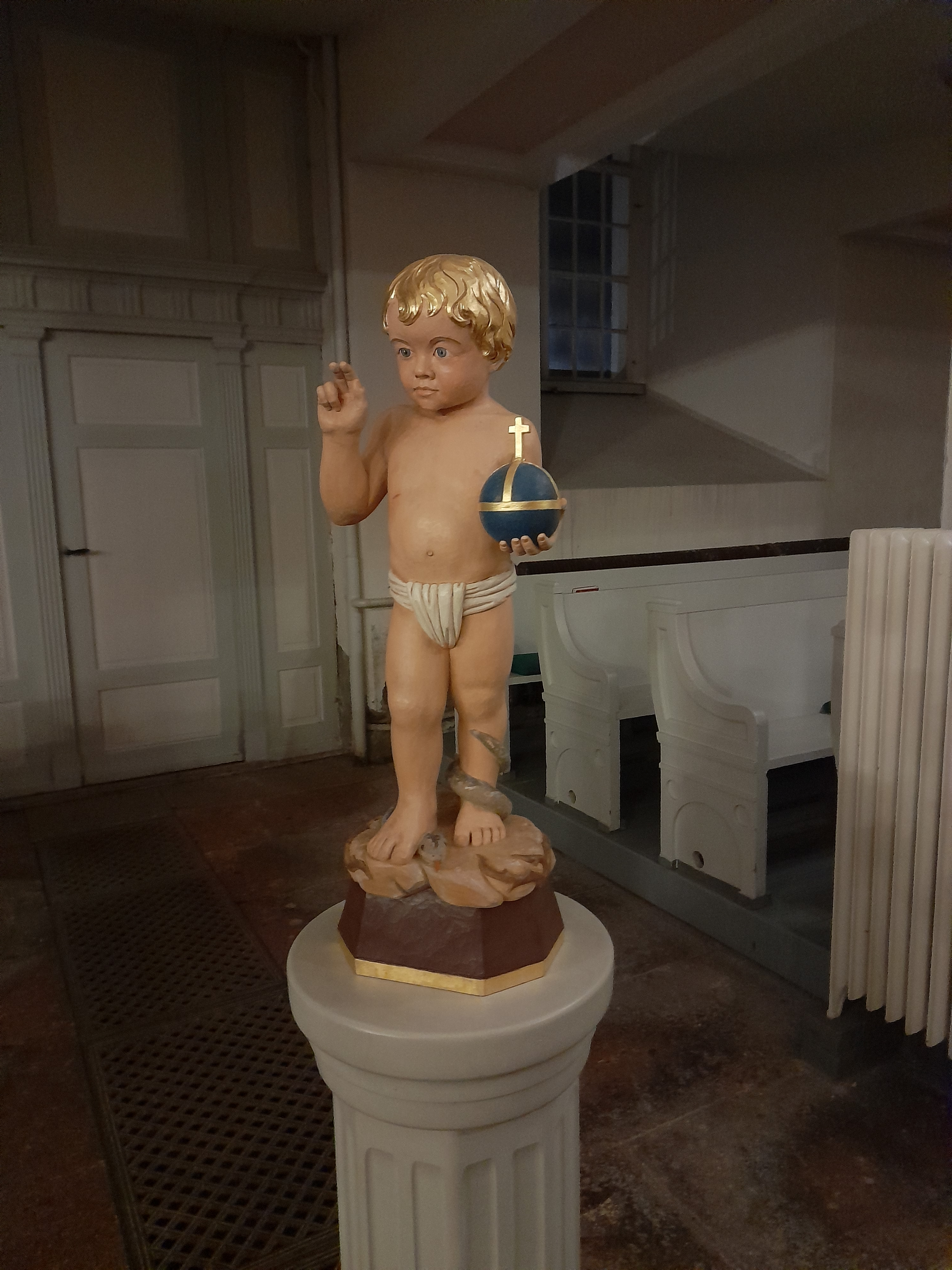
Johanniskirche Lößnitz, Bornkinnel

Anstelle einer klassischen Kanzel wurde ein metallener Ambo zur Aufnahme der Predigtunterlagen aufgestellt.
Die hölzernen Kirchenbänke sind sparsam mit Schnitzereien versehen und weiß angestrichen.
Die seitlich neben dem Altarbereich aufgestellte Marmortaufe mit einer Zinnschale und einem geschmückten Kupferdeckel ist mit der Jahreszahl 1867 bezeichnet.
In der Mitte der Kirche hängt ein großer Kristalllüster. Zusammen mit mehrarmigen Leuchtern an den Seitenwänden und auf den Balustraden der Emporen sorgen sie für eine gleichmäßige Ausleuchtung des Innenraumes. Der Lößnitzer Bildhauer Robby Schubert schuf im Jahr 2001 für die Johanniskirche ein ausdrucksstarkes Bornkinnel.

## Geläut
Die drei aufeinander klanglich abgestimmten Bronzeglocken der Originalausstattung wurden 1917 zu Kriegsgerät umgeschmolzen. Durch eine gezielte Spendensammlung gleich nach dem Ende des Krieges war die Kirchengemeinde in der Lage, ein neues Geläut in der Gießerei Schilling & Lattermann in Morgenröthe-Rautenkranz in Auftrag zu geben. Die Weihe der drei Eisenhartgussglocken fand am 2. Mai 1920 statt.
Eine im Jahr 2009 im Kirchturm vorgenommene technische Inspektion hatte gezeigt, dass die Tragkonstruktion des Geläuts, die Fußbödenund auch die Glocken selbst nicht mehr sicher waren. So beschloss die Lößnitzer Pfarrgemeinde, mithilfe einer Spendensammlung drei neue Bronzeglocken in der Gießerei Perner in Passau anfertigen lassen. Dafür wurden die alten Glocken im Jahr 2011 schrittweise ausgebaut. Ein Autokran hob die Glocken am 21. November 2011 schließlich herunter. Alle drei Eisenglocken wurden auf dem Friedhof neben der Hospitalkirche ausgestellt.
Der Guss der neuen Glocken fand am 20. Mai 2011 statt, zu dem sich eine Delegation aus Lößnitz in Passau eingefunden hatte. Nachdem sie in der Brauthalle der Kirche zwischengelagert wurden, begann ab Januar 2012 der Einbau. Am 12. Februar wurden sie bei einem Festgottesdienst angeläutet, die Glockenweihe hatte bereits zuvor beim Salzmarkt stattgefunden. Das Einläuten geschah unter lebhafter Anteilnahme aller Lößnitzer und ihrer Gäste. Außerdem wurden zu dieser Gelegenheit die Treppe zur Glockenstube, die Tragbalken, die Dielenbretter und die Kirchturmuhr komplett erneuert. Zwecks bestmöglicher Hörbarkeit folgte im März 2012 ein Testläuten, mit dem Ergebnis, die Jalousien der Schallläden künftig während des Läutevorgangs geöffnet zu lassen.
Übersicht
Jede Glocke trägt ein gleichgeartetes Schriftband mit diesem Text: „Gloria in excelsio Deo |Johannesgeläut zu Lößnitz“ (dt. „Ehre sei Gott in der Höhe“). Die drei Schlagtöne bilden zusammen die Gloria-Klänge. Die Texte der Glockeninschriften waren zuvor von den Kirchengemeindemitgliedern und Einwohnern ausgewählt beziehungsweise vorgeschlagen und mehrheitlich beschlossen worden. Der Designer Tobias Michael aus Lauter gestaltete die Glockenzier.
| Glocke   | Durchmesser | Gewicht in kg | Schlagton | Name, Verwendung            | Inschrift |
| -------- | ----------- | ------------- | --------- | --------------------------- | --- |
| große    | 1434 mm     | 1 960         | des'      | Sterbeglocke                | „Heilig, heilig, heilig ist Gott, der Herr, der Allmächtige, der da war, der da ist, und der da kommt!“ Joh. Offenbarung, 4 V. 8                                           |
| mittlere | 1269 mm     | 1 397         | es'       | Johannesglocke, Gebetglocke | „Bittet, so werdet ihr nehmen, dass meine Freude vollkommen werde.“ (Vorderseite) Joh. 16 V. 24 und „Suchet der Stadt Bestes und betet für sie.“ (Rückseite) Jeremia 29, 7 |
| kleine   | 1166 mm     | 1 106         | ges'      | Taufglocke                  | „Wie viele ihn aufnahmen, denen gab er Macht, Gottes Kinder zu werden, die an seinen Namen glauben.“ Joh. 1 V. 12                                                          |

Das Geläut der Johannis-Kirche wird mittels Elektromotoren angetrieben, kann aber auch auf manuelle Bedienung umgestellt werden. Die für den Glockenguss benötigten etwa 350.000 Euro kamen durch zahlreiche Spenden, durch Benefiz-Musikveranstaltungen, durch Fördermittel aus dem Bund-Länder-Programm Städtebaulicher Denkmalschutz, durch Zuschüsse der Stadt Lößnitz und nicht zuletzt durch Zuweisungen der sächsischen Landeskirche zustande.

## Glockenspiel
Das aus 23 Bronzeglocken (alle im Original erhalten und vier u. a. mit einem Hakenkreuz versehen) bestehende Spiel wird im Allgemeinen viermal täglich zu festen Tageszeiten und zu besonderen Anlässen in Betrieb genommen, beispielsweise für das „Apoldaer Weltglockengeläut“, das seit dem Jahr 2009 stattfindet.
Die Inschriften auf den 23 Glocken eines 1939 entstandenen Carillons für die Johanniskirche sollten mit ihrem Klang die bisherigen Erfolge des NS-Staates in die Welt rufen.

„Folgende Zeichen und Worte verzieren diese Glocken:
- Mich und meine 22 Schwestern stiftete zur 700-Jahr-Feier im Juli 1938 ihrer Heimatstadt Lößnitz im Erzgebirge Frau <...>, Chemnitz.
- Im Jahre 1938, als unter Adolf Hitlers Führung Österreich die Ostmark Großdeutschlands wurde und Sudetenland heimkehrte ins Reich, gegossen von Franz Schilling Söhne, Apolda
- Ein Volk
- Ein Reich
- Ein Führer
- Wir danken in dieser Stunde dem Allmächtigen, dass er uns auf dem Wege in der Vergangenheit gesegnet hat und bitten ihn, dass er auch in Zukunft unseren Weg zum Guten geleiten möge. Adolf Hitler am 23.10.1938
- Ich bin ein Tönchen nur aus einer Harmonie, doch ohne mich, sagt an, was wären sie? So hat ein jedes seinen Zweck im All und sei's auch nur als ein so bisschen Schall“

Eigentümer des Glockenspiels ist die Bergstadt Lößnitz. Auf vier der 23 Bronzeglocken des Glockenspiels sind nationalsozialistische Symbole und Inschriften aus dem Entstehungsjahr 1938 vorhanden. Dieses Thema wurde nach einem umfassenden Vortrag des Bürgermeisters daher in einer öffentlichen Veranstaltung am Dienstag, dem 24. September 2019 in der Erzgebirgshalle Lößnitz vor ca. 500 Besuchern und Vertretern der Presse ausführlich beleuchtet. Hintergrund war eine aktuell gesteigerte Wahrnehmung des Lößnitzer Bronze-Glockenspiels in einer deutschlandweit geführte Diskussion über Glocken, welche in der Zeit des Nationalsozialismus entstanden sind.
Der Stadtrat der Stadt Lößnitz hat im Nachgang in seiner Sitzung am 2. Oktober 2019 folgenden öffentlichen Beschluss einstimmig gefasst:
Der Stadtrat der Stadt Lößnitz beschließt:
1. Das Lößnitzer Bronze-Glockenspiel als Kulturdenkmal in seiner Ursprünglichkeit und Originalität zu erhalten.
2. Die musikalische Pflege dieses Carillons erfolgt in seiner bisherigen Art und Weise.
3. Die Stadt Lößnitz distanziert sich ausdrücklich von den Zielen und der Ideologie des Nationalsozialismus. Das Lößnitzer Bronze-Glockenspiel steht insbesondere für Frieden, für Freiheit und für den Widerstand der Lößnitzer Bürger gegen die Kriegstreiberei der NS-Zeit.
4. Das Lößnitzer Bronze-Glockenspiel soll zukünftig auch als Mahnmal dienen und die Möglichkeit bieten, sich mit der Geschichte des Nationalsozialismus und speziell mit der Geschichte des Carillons auseinanderzusetzen. Hierzu wird die Verwaltung beauftragt, unter geschichtswissenschaftlicher Begleitung ein Konzept für eine anschließende Präsentation der Informationen auf mehreren (Schau-)Tafeln, die im öffentlichen Raum aufgestellt werden sollen, auszuarbeiten.
Gewartet und betreut wird es vom Verein Lößnitzer Bronze-Glockenspiel e.V. Das vielstimmige Geläut wird über eine Rollenspielautomatik mittels Tastatur bedient. Diese Technik stammt von der Firma M. Welte & Söhne aus Freiburg im Breisgau, den Spielapparat baute die Firma Zachariä aus Leipzig. Ersetzt wurden im Lauf der Zeit lediglich verschlissene Befestigungselemente, ein Tragbalken und einige Kleinteile. Das Gesamtgewicht aller Glocken samt Spielautomatik wird mit 2 400 kg angegeben. Die Glockentöne des Instruments sind in zwei Oktaven chromatisch gestimmt.
Rund um die Laterne ist das Glockenspiel abends illuminiert.
Apoldaer Weltglockengeläut
Das ist eine musikalische Aktion von vier Städten oder Einrichtungen, die über Glockenspiele aus Apolda verfügen. Sie stehen symbolisch für die vier Himmelsrichtungen. An einem Tag im Jahr erklingen zeitgleich die ausgewählten Glocken. Das Weltglockenläuten wird live über Video und Bildschirme in die anderen Einrichtungen und auch direkt im Internet übertragen. Im Jahr 2012 beteiligten sich die Lutherkirche (Apolda), die Johannis-Kirche Lößnitz, der Kölner Dom und die Kallion Kirke in Helsinki. In Lößnitz wurde das Glockenspiel vom Posaunenchor Lößnitz, dem Blechbläserensemble Lutz Hildebrandt e.V. und den Läuteglocken begleitet. Der eigens für dieses Ereignis von Lutz Gabriel komponierte Engelsturm wurde am 14. Juli in der voll besetzten Kirche zu Gehör gebracht. Weitere Stücke wurden ebenfalls aufgeführt.

## Kulturelle Nutzung der Johannis-Kirche
- In lockerer Folge gibt es in der Kirche Konzerte.[18]
- Ein Weihnachtskonzert bildet den Abschluss des Lößnitzer Weihnachtsmarktes. Häufig erklingt dabei das Weihnachtsoratorium von J.S.Bach.[18]
- Im Rahmen des Musikfestes Erzgebirge 2012 war das Männervocalensemble King’s Singers zu Gast.[19]
- Teilnahme am Musikfest Erzgebirge 2014: Der Auftritt des internationalen Ensembles Pera und der Sopranistin Francisca Lombardi in der Kirche wird vorbereitet.
- Die Kurrende-Kinder der Gemeinde studierten 2012/2013 das Musical Josef ein und führten es im Februar 2013 in der Kirche auf.[20]
- Gunther Emmerlich gab hier im Dezember 2023 das letzte Konzert.[21]